# Kumite féminin moins de 50 kg
Le kumite individuel féminin moins de 50 kg est une épreuve sportive individuelle opposant dans un combat des karatékas féminines seniors pesant moins de 50 kg. Cette épreuve proposée en compétition officielle à compter de 2009 est inscrite au programme des championnats du monde de karaté depuis la vingtième édition disputée en 2010 à Belgrade. Elle remplace le kumite individuel féminin moins de 53 kg, qui disparaît, en tant que plus petite catégorie de poids dans les compétitions officielles de karaté féminin.

## Championnes

### Compétitions mondiales

#### Jeux mondiaux
| Jeux        | Or            | Argent            | Bronze          |
| ----------- | ------------- | ----------------- | --------------- |
| 2013 – Cali | Serap Özçelik | Alexandra Recchia | Maria Alexiadis |

#### Championnats du monde
| Championnats    | Or                | Argent         | Bronze                                        |
| --------------- | ----------------- | -------------- | --------------------------------------------- |
| 2010 – Belgrade | Hong Li           | Betty Aquilina | Cheili Carolina González Castillo Tyler Wolfe |
| 2012 – Paris    | Alexandra Recchia | Hong Li        | Serap Özçelik Ana Villanueva                  |
| 2014 – Brême    | Serap Özçelik     | Duygu Bugur    | Alexandra Recchia Rocío Sánchez Estepa        |

### Compétitions continentales

#### Jeux africains
| Jeux               | Or             | Argent        | Bronze                           |
| ------------------ | -------------- | ------------- | -------------------------------- |
| 2011 – Maputo      | Yasmeen Rashed | Dalia Chihi   | Marie Ngono Toutou Fall          |
| 2015 – Brazzaville | Lydia Besbes   | Lame Hetanano | Radwa Sayed Cynthia Nisame Oyono |

#### Jeux asiatiques
| Jeux           | Or           | Argent               | Bronze                                |
| -------------- | ------------ | -------------------- | ------------------------------------- |
| 2010 – Canton  | Hong Li      | Nguyet Anh Vu Thi    | Chen Yen-hui Yanisa Torrattanawathana |
| 2014 – Incheon | Ku Tsui-ping | Yekaterina Khupovets | Jang So-young Nasrin Dousti           |
| 2019 – Manille | Junna Tsukii |                      |                                       |

#### Jeux européens
| Jeux         | Or            | Argent        | Bronze            |
| ------------ | ------------- | ------------- | ----------------- |
| 2015 – Bakou | Serap Özçelik | Bettina Plank | Alexandra Recchia |

#### Jeux panaméricains
| Jeux               | Or             | Argent         | Bronze                                            |
| ------------------ | -------------- | -------------- | ------------------------------------------------- |
| 2011 – Guadalajara | Ana Villanueva | Gabriela Bruna | Jessica Candido Cheili Carolina González Castillo |
| 2015 – Toronto     | Ana Villanueva | Gabriela Bruna | Jusleen Virk Aline Souza                          |

#### Championnats d'Europe
| Championnats       | Or                    | Argent               | Bronze                                   |
| ------------------ | --------------------- | -------------------- | ---------------------------------------- |
| 2009 – Zagreb      | Natalia García Suárez | Desiree Christiansen | Elena Ponomareva Gülderen Çelik          |
| 2010 – Athènes     | Evdoxía Kosmídou      | Monika Višňovská     | Betty Aquilina Gülderen Çelik            |
| 2011 – Zurich      | Serap Özçelik         | Elena Ponomareva     | Bettina Plank Desiree Christiansen       |
| 2012 – Adeje       | Serap Özçelik         | Lucia Kováčiková     | Alexandra Recchia Gulsah Akdag           |
| 2013 – Budapest    | Alexandra Recchia     | Serap Özçelik        | Evdoxía Kosmídou Selene Guglielmi        |
| 2014 – Tampere     | Serap Özçelik         | Bettina Plank        | Sophia Bouderbane Nurana Aliyeva         |
| 2015 – Istanbul    | Bettina Plank         | Alexandra Recchia    | Duygu Bugur Serap Özçelik                |
| 2016 – Montpellier | Alexandra Recchia     | Serap Özçelik        | Jelena Milivojčević Mariya Koulinkovitch |